# Малая Пустошка (Ленинградская область)
Малая Пустошка — деревня в Серебрянском сельском поселении Лужского района Ленинградской области.

## История
ПУСТОШКА — деревня господина Снарского, по просёлочной дороге, число дворов — 2, число душ — 11 м. п. (1856 год)

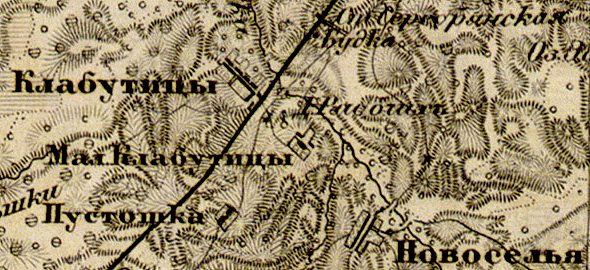
Деревня Малая Пустошка на карте 1863 года

Согласно карте из «Исторического атласа Санкт-Петербургской Губернии» 1863 года деревня называлась Пустошка.
В XIX веке деревня административно относилась ко 2-му стану Лужского уезда Санкт-Петербургской губернии, в начале XX века — к Городецкой волости 5-го земского участка 4-го стана.
По данным 1933 года деревня Пустошка входила в состав Клобутицкого сельсовета Лужского района.
По данным 1966 года деревня называлась Пустошка и входила в состав Клобутицкого сельсовета.
По данным 1973 и 1990 годов деревня называлась Малая Пустошка и входила в состав Серебрянского сельсовета.
В 1997 году в деревне Малая Пустошка Серебрянской волости проживали 6 человек, в 2002 году — 3 человека (все русские).
В 2007 году в деревне Малая Пустошка Серебрянского СП также проживали 3 человека.

## География
Деревня расположена в южной части района близ автодороги 41К-145 (Ретюнь — Сара-Лог).
Расстояние до административного центра поселения — 2 км, деревня находится к югу от него.
Расстояние до ближайшей железнодорожной станции Серебрянка — 3 км.

## Демография
| 1838 | 1862 | 1997 | 2007 | 2010 | 2017 |
| ---- | ---- | ---- | ---- | ---- | ---- |
| 62   | ↗79  | ↘6   | ↘3   | ↗9   | ↗26  |

## Достопримечательности
Деревянная часовня 1888 года постройки, руинирована.

## Улицы
Полевая.